# Ponte di Jiangyin
Il ponte di Jiangyin (in cinese 江阴 长江 大桥) è un ponte sospeso che attraversa il fiume Yangtze a Jiangsu, in Cina.
Quando il ponte fu completato nel 1999, fu il quarto ponte sospeso più lungo del mondo e il più lungo in Cina.
Fu inaugurato il 28 settembre 1999.